# Lavprisflyselskab
Lavprisflyselskaber er flyselskaber, der har specialiseret sig i ruteflyvning, hvor omkostningerne forsøges holdt på et minimum, for at tilbyde billigst mulige billetter. Lavpriskonceptet omfatter typisk kun selve billetten, som sælges til meget lav pris, mens de fleste andre services skal tilkøbes, såsom indchecket baggage, mad og drikke ombord, sædevalg og eventuel personlig betjening ved ændring af billetten. På den operationelle side søger lavprisoperatøren at flyve et rutenetværk kun med punkt-til-punkt flyvninger, således at der ikke er udgifter til at overføre passagerer og baggage til forbindende fly, og selskabet har heller ikke ansvaret for at passagerer evt. ikke når et videre fly. Flyflåden holdes generelt til en enkelt type, der gør at alle piloter og kabinepersonale kan flyve enhver rute, og der er ikke behov for flere forskellige typer mekanikere og reservedele.
Mange lufthavne har for længst erkendt behovet for lavprisflyrejser, og har derfor bygget særlige lavprisflyterminaler, hvor det er billigere for disse selskaber at lade deres fly hente passagerer, mod at faciliteterne så også er mere sparsomme.

## Operatører
Lavprisflyselskaberne har eksisteret i mindre grad siden rute- og charterflyvningen begyndte, men har, især i Europa, øget deres markedsandele kraftigt fra 1990'erne og frem. Ikke mindst de to største operatører Ryanair og easyJet har ligget i skarp konkurrence, og er begge blandt de største flyselskaber i Europa, foran en række store nationale selskaber, til trods for, at de har eksisteret i en langt kortere periode.
Herhjemme flyver lavprisflyselskaber som easyJet, Ryanair, Norwegian, Vueling, Iceland Express og Blue1 og Wizz Air til danske lufthavne. Danske Sterling Airlines (senere Cimber Sterling) har forsøgt sig som lavprisselskab, men efter lang tids økonomiske vanskeligheder omstruktureres selskabet nu til at fokusere på regionaltrafikken med mindre fly, og fjerner sig dermed fra lavprismarkedet. Københavns Lufthavn, Kastrup har, i lighed med andre store lufthavne, bygget en separat lavpristerminal til denne stadigt stigende kundegruppe, kaldet CPH Go, som dog indtil videre kun har haft begrænset succes.
Flere af de traditionelle selskaber (full-fare airlines) har svaret igen på lavprisflyselskabernes indtog, og har oprettet deres egne selskaber efter samme skabelon som lavpris-operatørerne. I Danmark forsøgte SAS sig med selskabet Snowflake, men uden succes.